# Nobi
Nobi é um termo historicamente utilizado para a casta mais baixa na sociedade coreana. É uma palavra sino-coreana utilizada para um sistema de servidão no entre os séculos IV e XIX. Seu status diminuiu consideravelmente durante a segunda metade da Dinastia Joseon, e acabou por ser abolido (juntamente com outros aspectos do sistema de classes sinbun), com a adoção das reformas Gabo (1894-1896). O termo nobi pode se referir tanto ao sistema em si como as pessoas no sistema.

## História
Como os escravos, os servos, e servos contratados mais conhecido no Hemisfério Ocidental, nobi foram considerados propriedade ou uma forma de alienação fiduciária. Eles podiam ser comprados, vendidos ou dados como presentes. Seus proprietários eram responsáveis por seus cuidados e bem-estar, e, em certa medida, legalmente responsável por suas ações. Na prática, no entanto, praticamente os nobi não tinham proteção legal.
O Nobi poderia ter sua casa, em muitos casos, e foram autorizados a se casar e criar filhos. Os arranjos de casamento para nobis variavam de acordo com as circunstância. Ocasionalmente, eles poderiam se casar com plebeus, ou em alguns casos, poderiam se tornar concubinas dos seus proprietários. Mais frequentemente, no entanto, só podiam casar com outros nobis.
Os Nobis foram muitas vezes usados para trabalhar como servos, nos domicílios, como trabalhadores do campo, ou como funcionários públicos nos tribunais. Muitas vezes eram pessoas que haviam sido punido pela prática de um crime ou a falta de pagamento de uma dívida. No entanto, tornar-se um nobi voluntariamente também era possível, o que poderia ser feito para escapar da pobreza absoluta. Alguns eram tatuados com uma marca distintiva para indicar o seu estado e para dissuadir fugas.
O termo nobi, e à sua respectiva tradução, tem sido um assunto de debate entre os historiadores. Alguns estudiosos coreanos argumentam que a designação nobi refere-se a um servo de classe do sistema (comparado-se com o servo), considerando que noye (distinto do nobi) é a designação para a escravidão. No entanto, muitos historiadores costumam considerar nobi como sendo escravidão. A questão de saber se nobi pode ser classificado como escravos, os servos, ou ambos, tem sido objeto de debate acadêmico.
As motivações para abolir a instituição de nobi com as reformas Gabo, juntamente com toda a hierarquia sinbun e do sistema de classes, são, por vezes, questionadas. Alguns afirmam que as reformas foram devido, exclusivamente, as ações das facções pró-Japonesas do governo coreano. No entanto, outro grande impulso para as reformas foi a ocorrência da Rebelião camponesa donghak, uma revolta antigoverno, antiYangban, das classes mais baixas na sociedade coreana.

## Sistema de castas de Joseon
| Classe    | Hangul | Hanja | Significado                         |
| --------- | ------ | ----- | ----------------------------------- |
| Yangban   | 양반   | 兩班  | (dois tipos de) aristocratas        |
| Jungin    | 중인   | 中人  | pessoas do meio                     |
| Sangmin   | 상민   | 常民  | plebeus                             |
| Cheonmin  | 천민   | 賤民  | plebeus vulgares                    |
| Baekjeong | 백정   | 白丁  | intocáveis (excluídos da sociedade) |
| Nobi      | 노비   | 奴婢  | escravos (ou "servos")              |